# Archibald Wavell, Bá tước Wavell thứ nhất
Thống chế Archibald Percival Wavell, Bá tước Wavell thứ nhất  (5 tháng 5 năm 1883 - 24 tháng 5 năm 1950) là một quý tộc, nhà quản trị thuộc địa và sĩ quan cấp cao của Quân đội Anh. Ông phục vụ trong Chiến tranh Boer thứ hai, Chiến dịch Thung lũng Bazar và Chiến tranh Thế giới thứ nhất, trong đó ông bị thương tại Trận chiến Ypres lần thứ hai. Ông phục vụ trong Chiến tranh thế giới thứ hai, ban đầu là Tổng tư lệnh của Trung Đông, trong vai trò này, ông đã dẫn dắt các lực lượng Anh chiến thắng quân Phát xít Ý ở miền Tây Ai Cập và miền Đông Libya trong Chiến dịch Compass vào tháng 12/1940, sau đó ông chỉ bị đánh bại bởi quân Đức Quốc Xã tại Chiến dịch Sa mạc Tây vào tháng 04/1941. Ông giữ chức Tổng tư lệnh, Ấn Độ, từ tháng 07/1941 cho đến tháng 06/1943 (ngoài một chuyến công du ngắn với tư cách Tư lệnh ABDACOM) và sau đó giữ chức Phó vương kiêm Toàn quyền Ấn Độ cho đến khi nghỉ hưu vào tháng 02/1947.

## Cuộc sống đầu đời
Ông con trai của Archibald Graham Wavell (người sau này trở thành thiếu tướng trong Quân đội Anh và chỉ huy quân sự của Johannesburg sau khi bị chiếm đóng trong Chiến tranh Boer thứ hai) và Lillie Wavell (nhũ danh Percival), Wavell theo học tại Eaton House, tiếp theo là Trường Summer Fields gần Oxford, Winchester College, và Đại học Quân sự Hoàng gia, Sandhurst. Hiệu trưởng của trường, Tiến sĩ Fearon, đã khuyên cha ông rằng không cần phải gửi ông vào Quân đội vì ông có "đủ khả năng để đi theo con đường riêng của mình ở bất cứ nghề nghiệp nào".

## Trích dẫn
1. ↑  "No. 38712". The London Gazette. ngày 13 tháng 9 năm 1949. tr. 4397.
2. ↑  "No. 38241". The London Gazette. ngày 19 tháng 3 năm 1948. tr. 1933.
3. 1 2  Schofield 2006, p. 15
4. ↑  "Mr T. S. Morton". The Times. ngày 23 tháng 1 năm 1962.
5. ↑  Heathcote, p. 287